# Apopetelia morosa
Apopetelia morosa là một loài bướm đêm trong họ Geometridae.